# Biserica Cuvioasa Paraschiva din Cârligei Deal
Biserica „Cuvioasa Paraschiva” este un monument istoric aflat pe teritoriul satului Cârligei, comuna Bumbești-Pițic, județul Gorj.

## Istoric și trăsături
Vechea biserică de lemn din Cârligei Deal, construită în timpul domniei lui Ioan Vodă Caragea, în anul 1816, figurează în continuare în Lista monumentelor istorice din județul Gorj, deși în urmă cu câteva decenii, datorită stării accentuate de degradare, a fost reclădită din temelii, din materiale mai durabile.

## Imagini

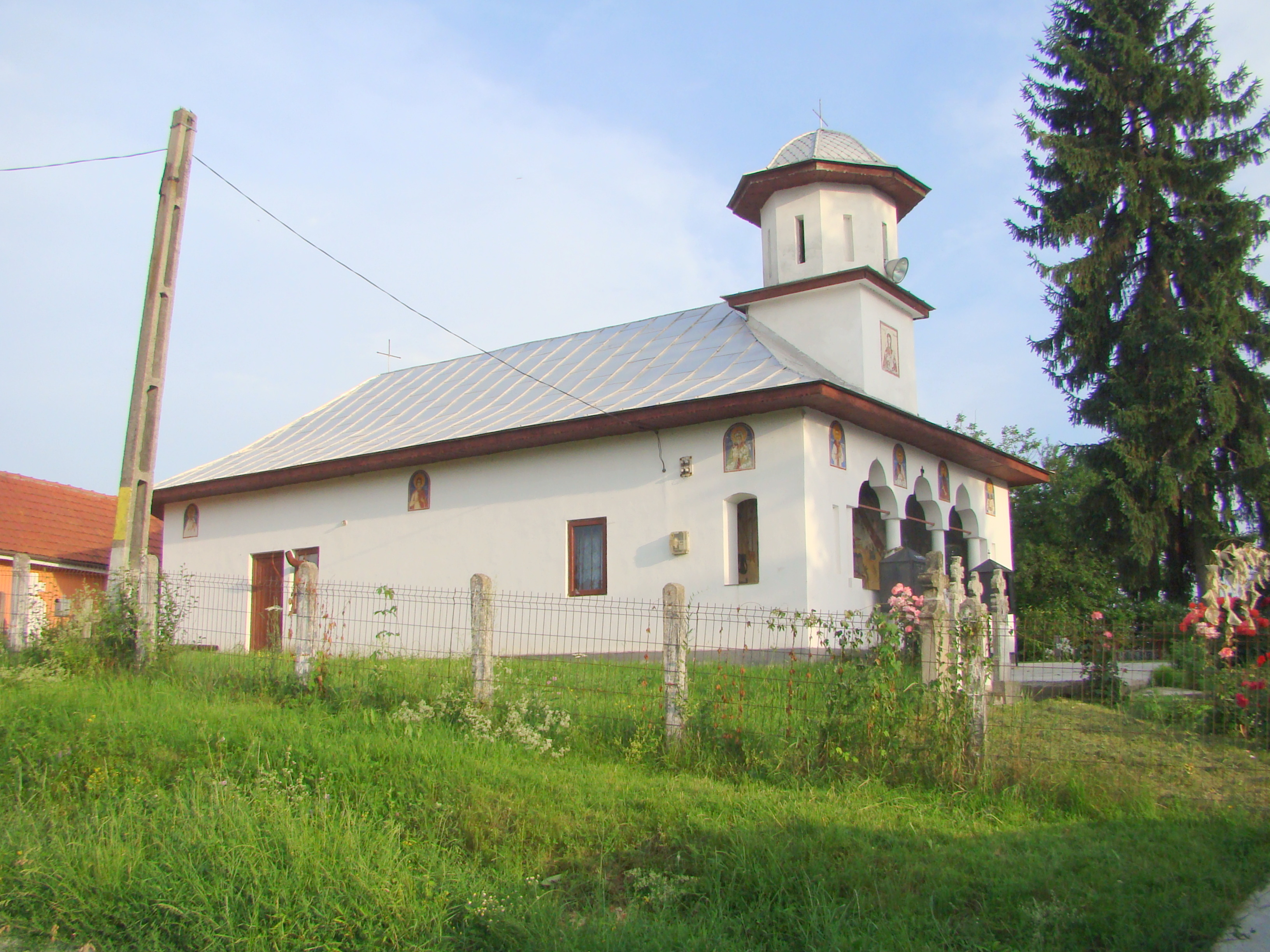
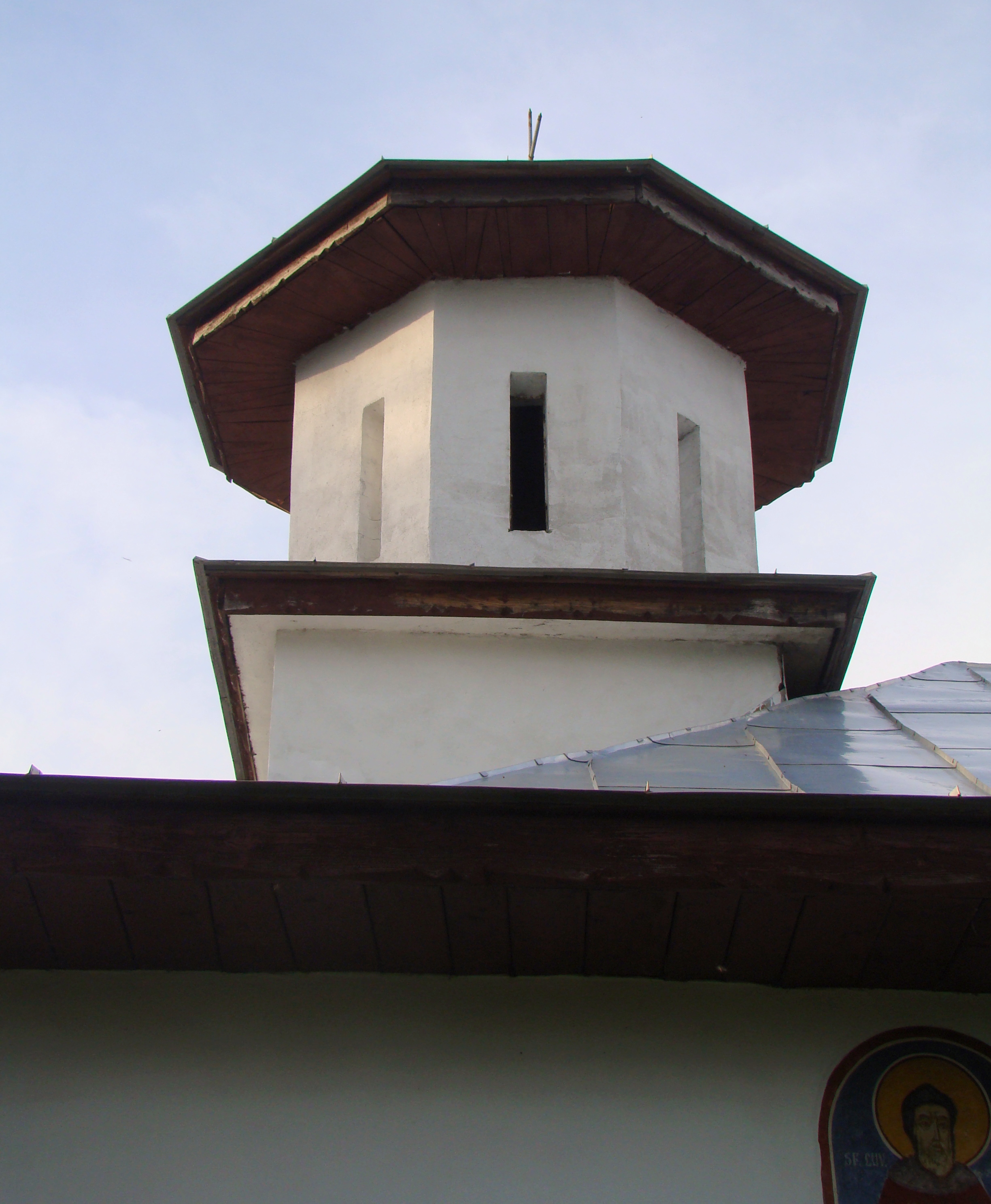
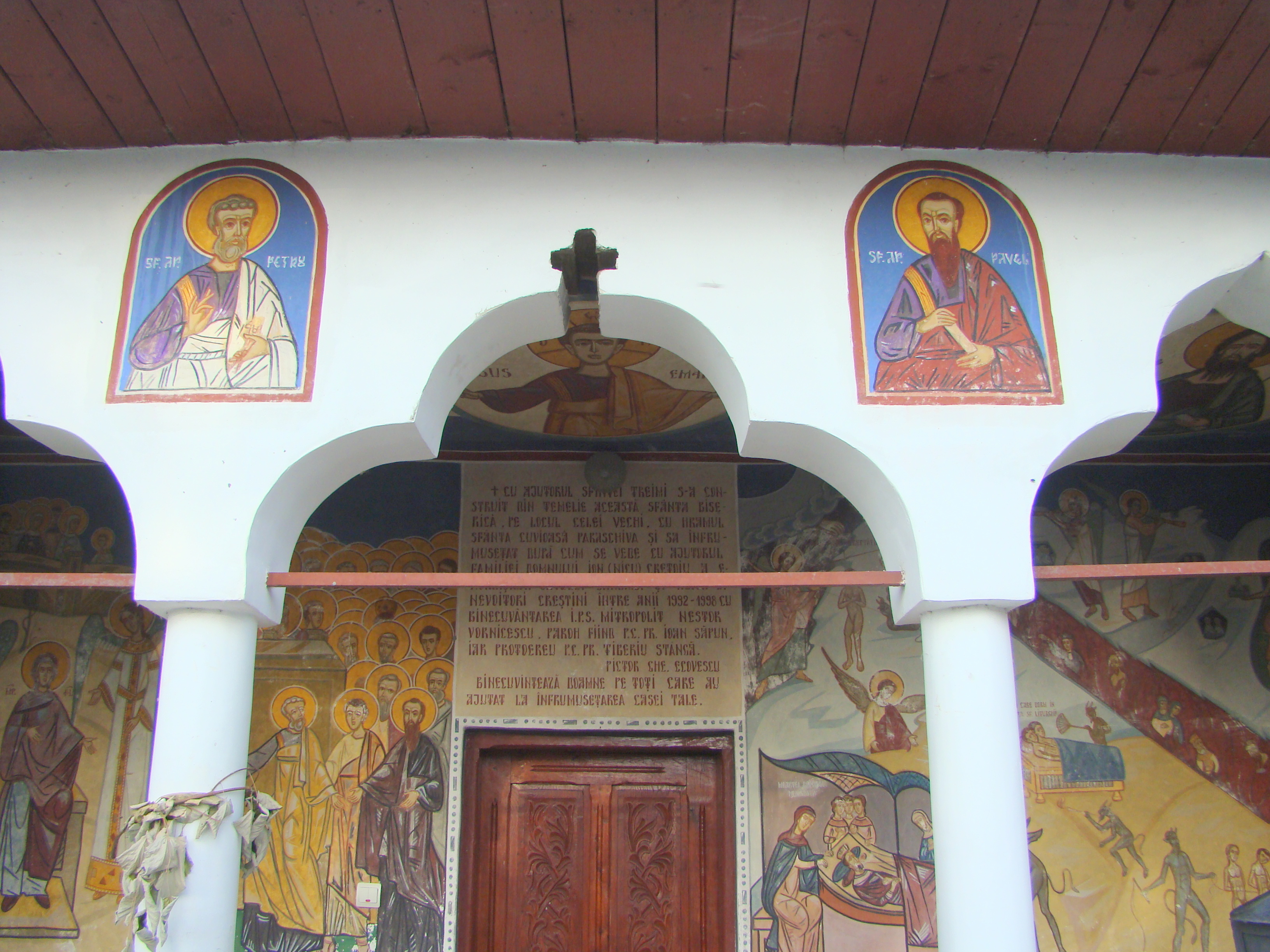
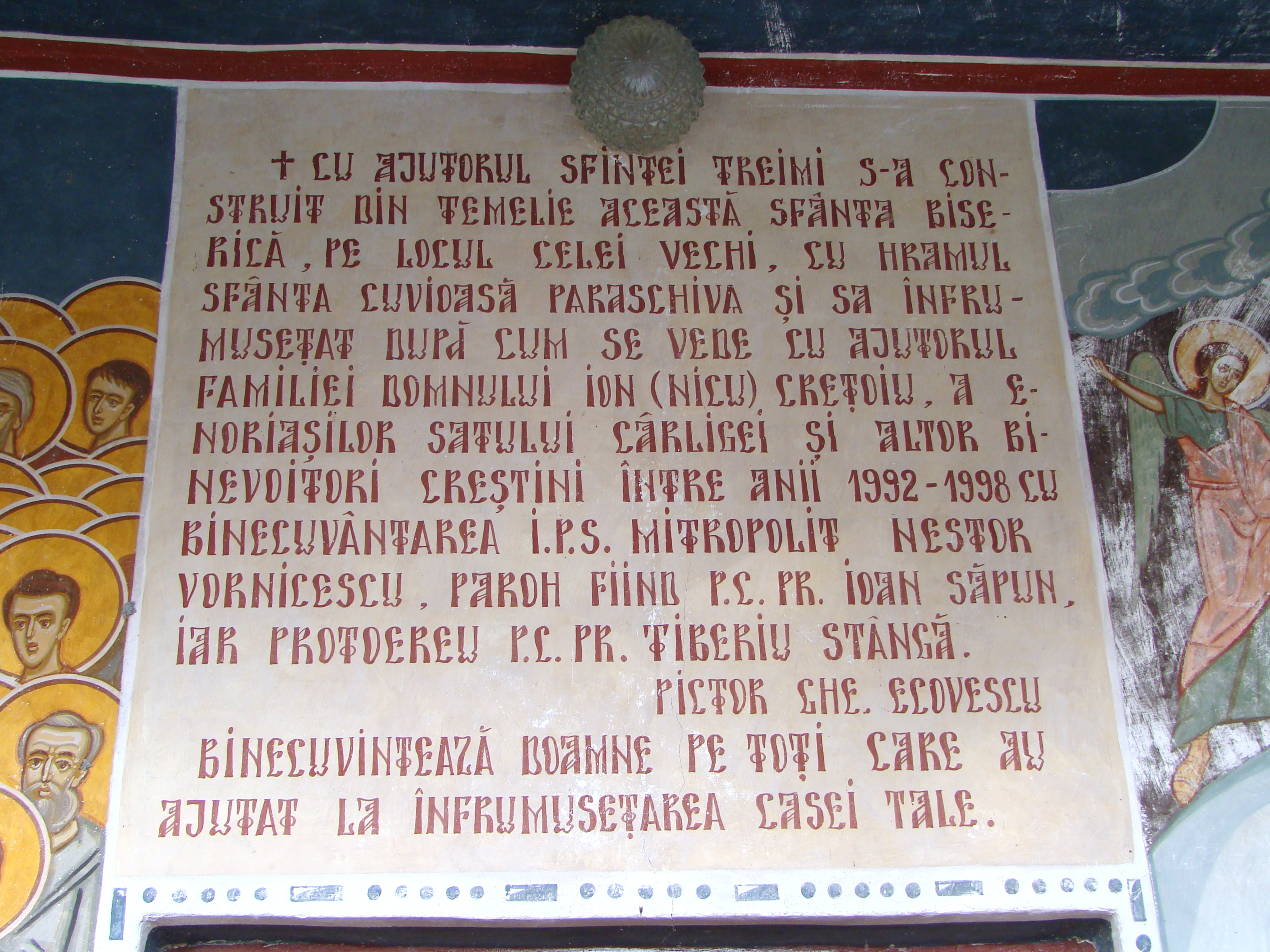
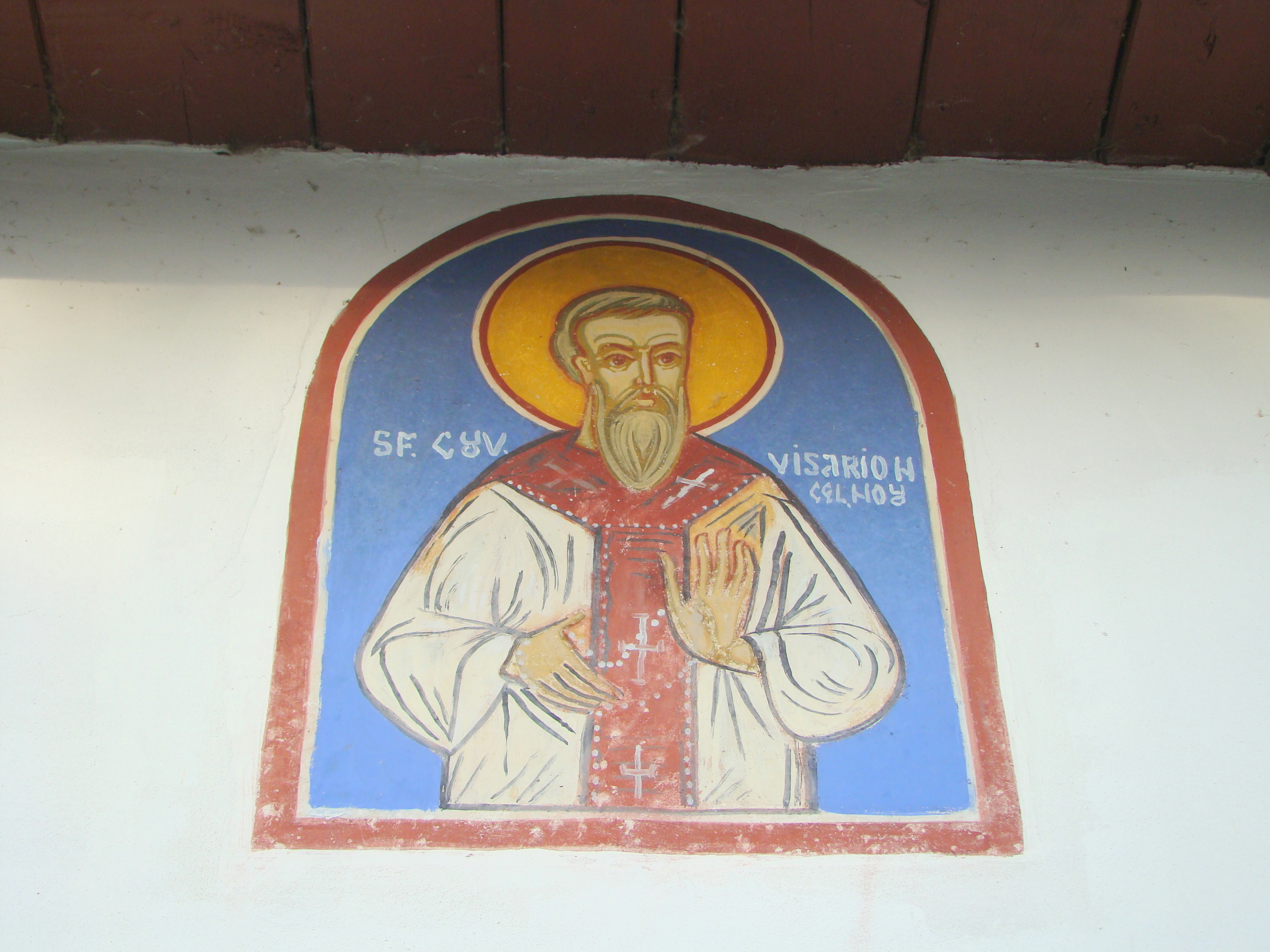
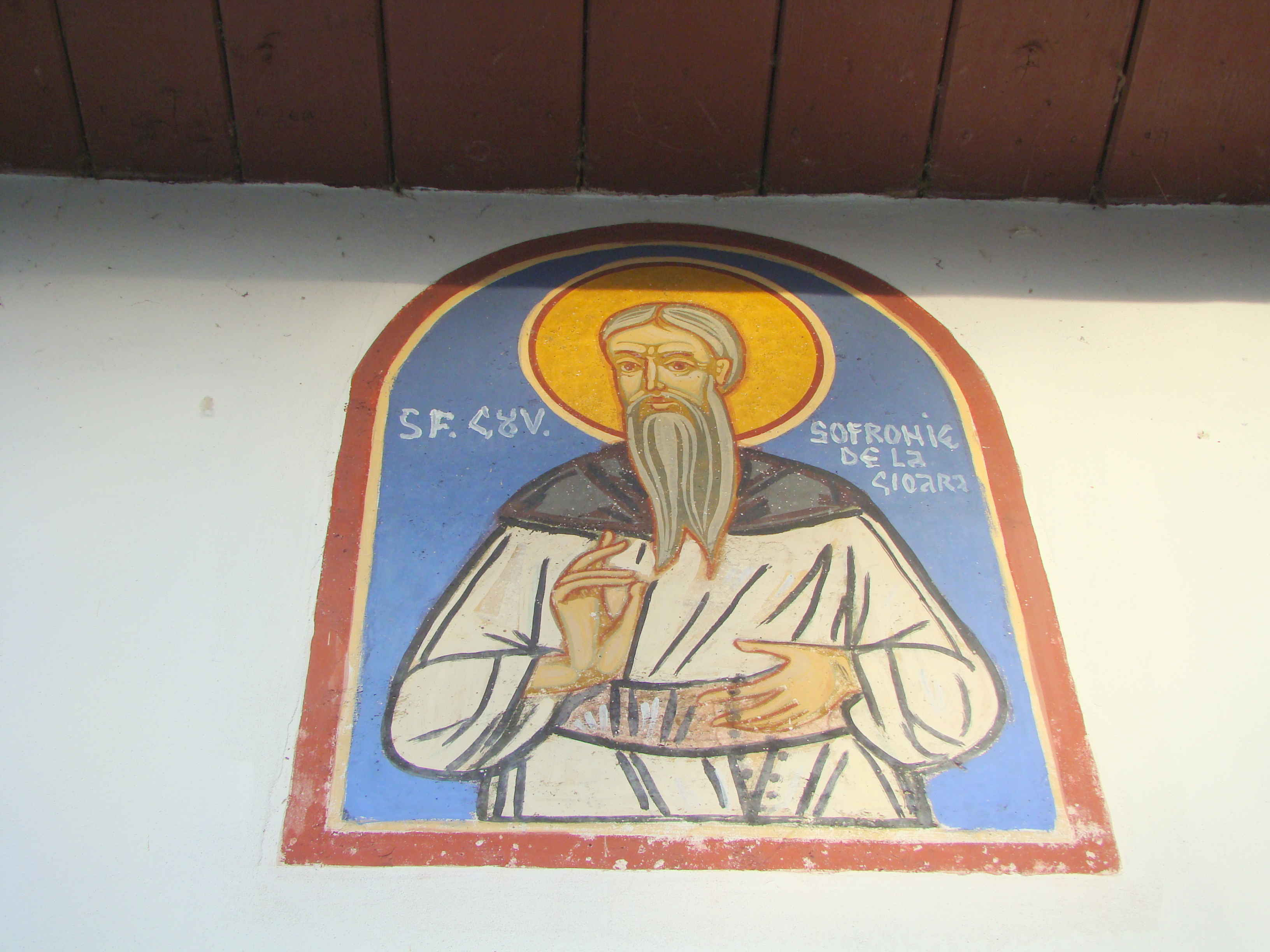
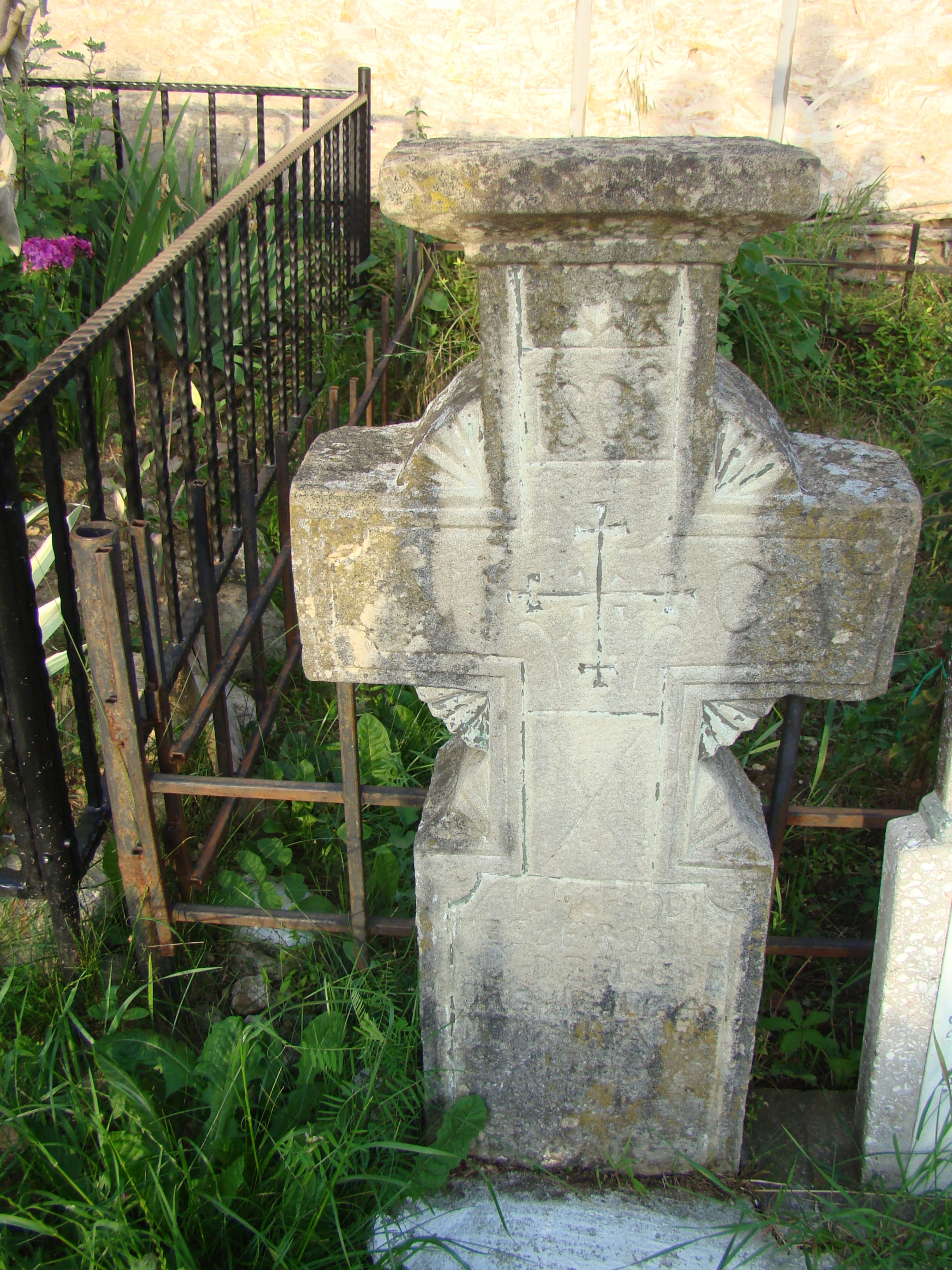
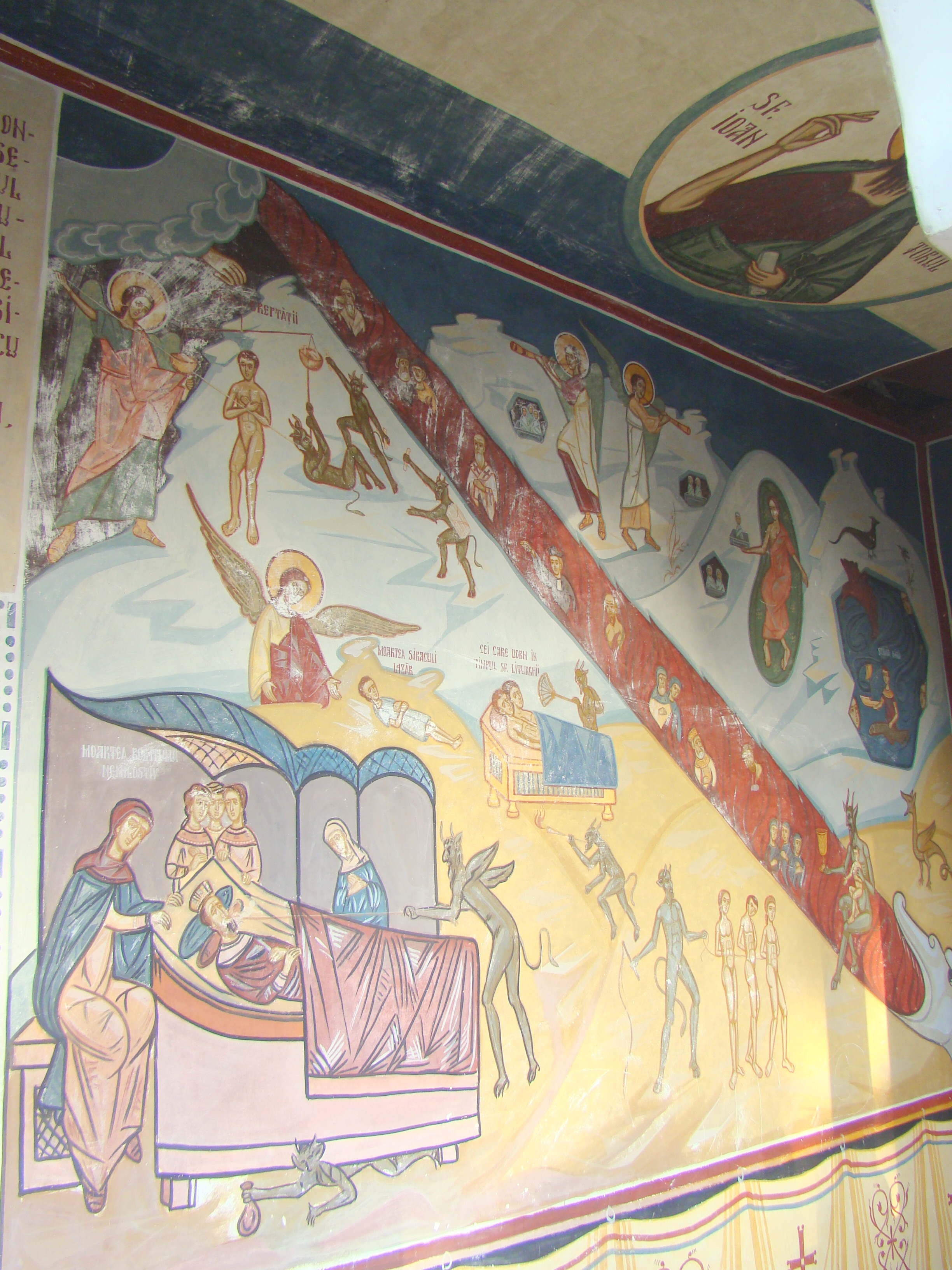
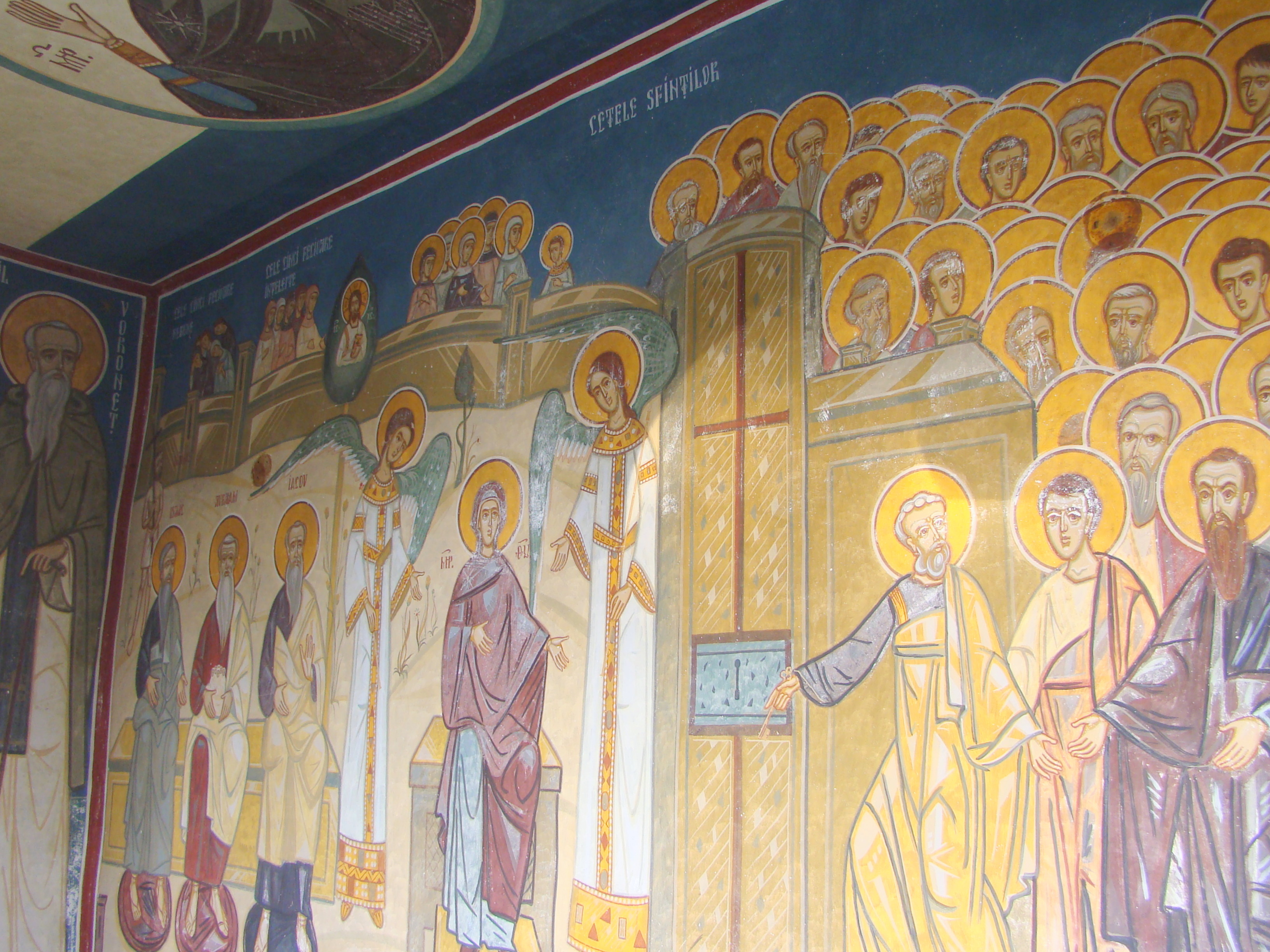
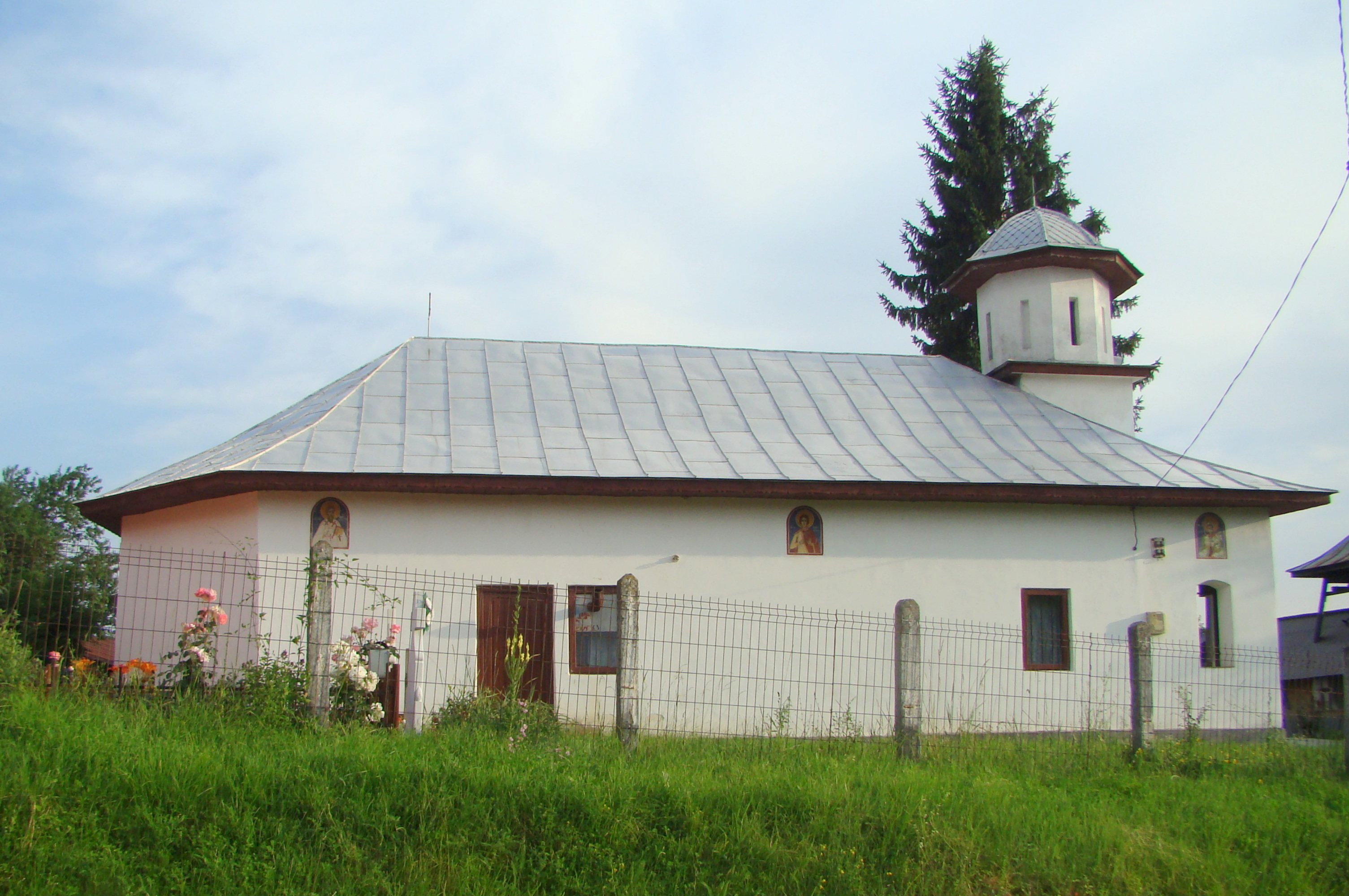
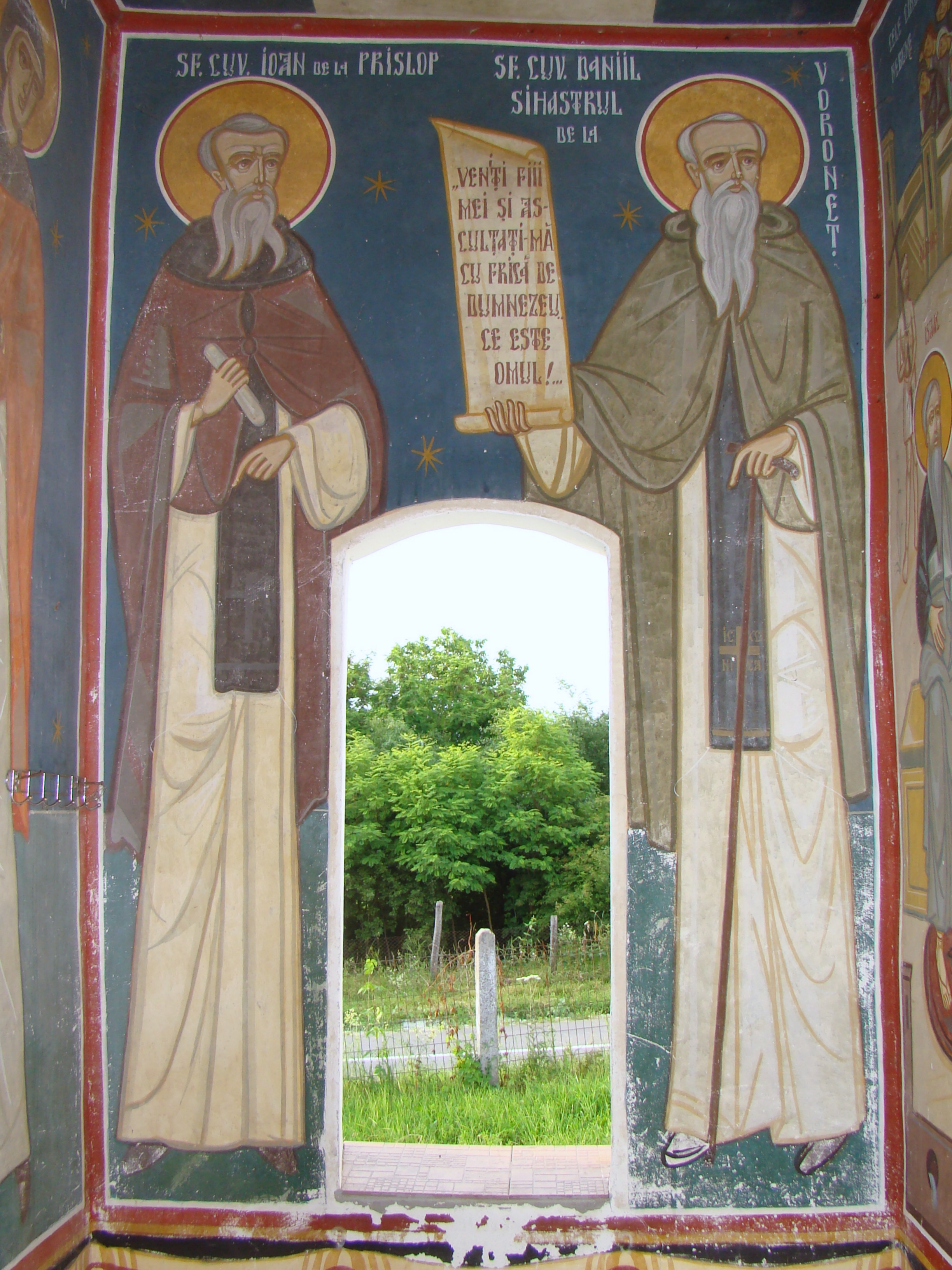
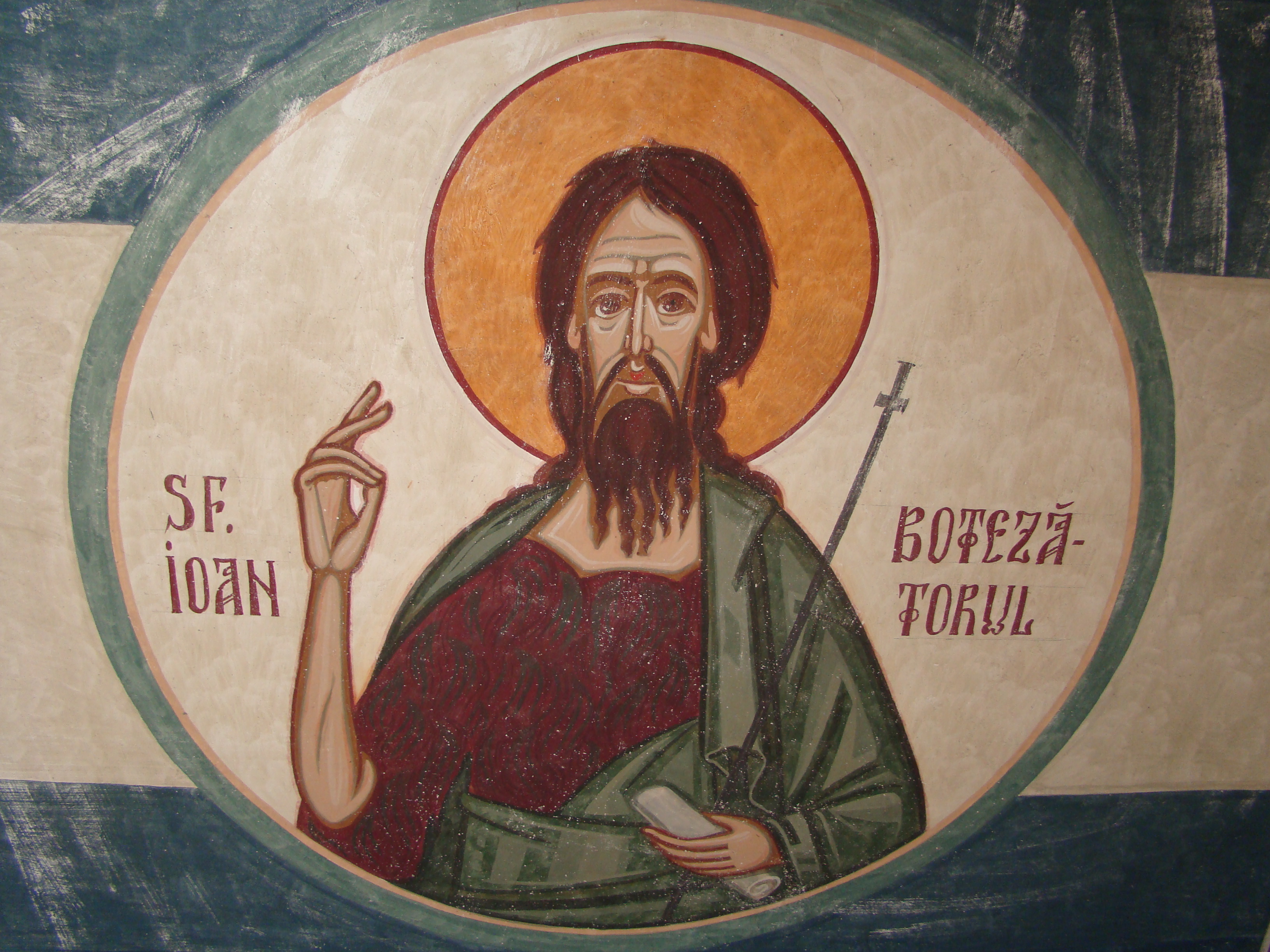
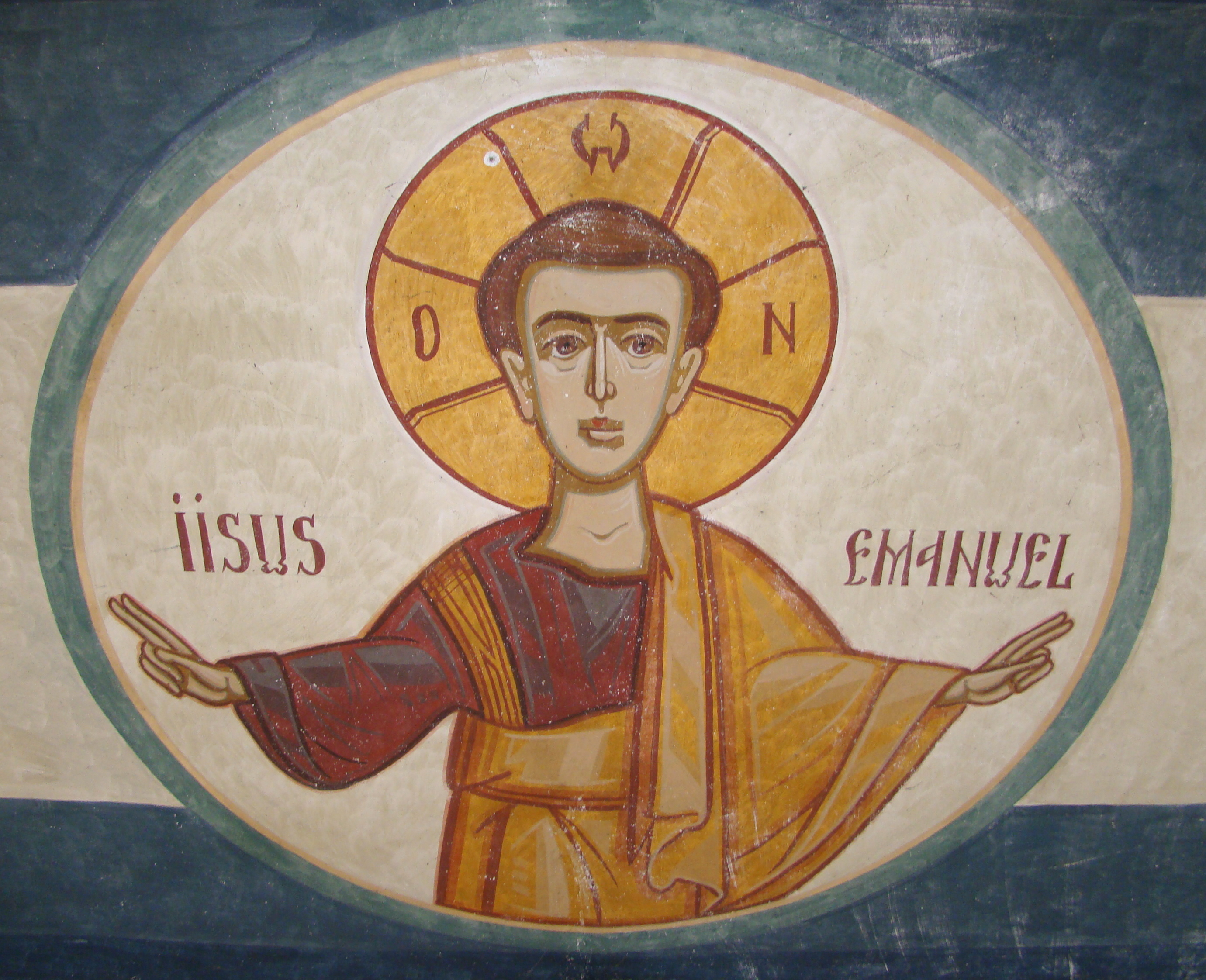
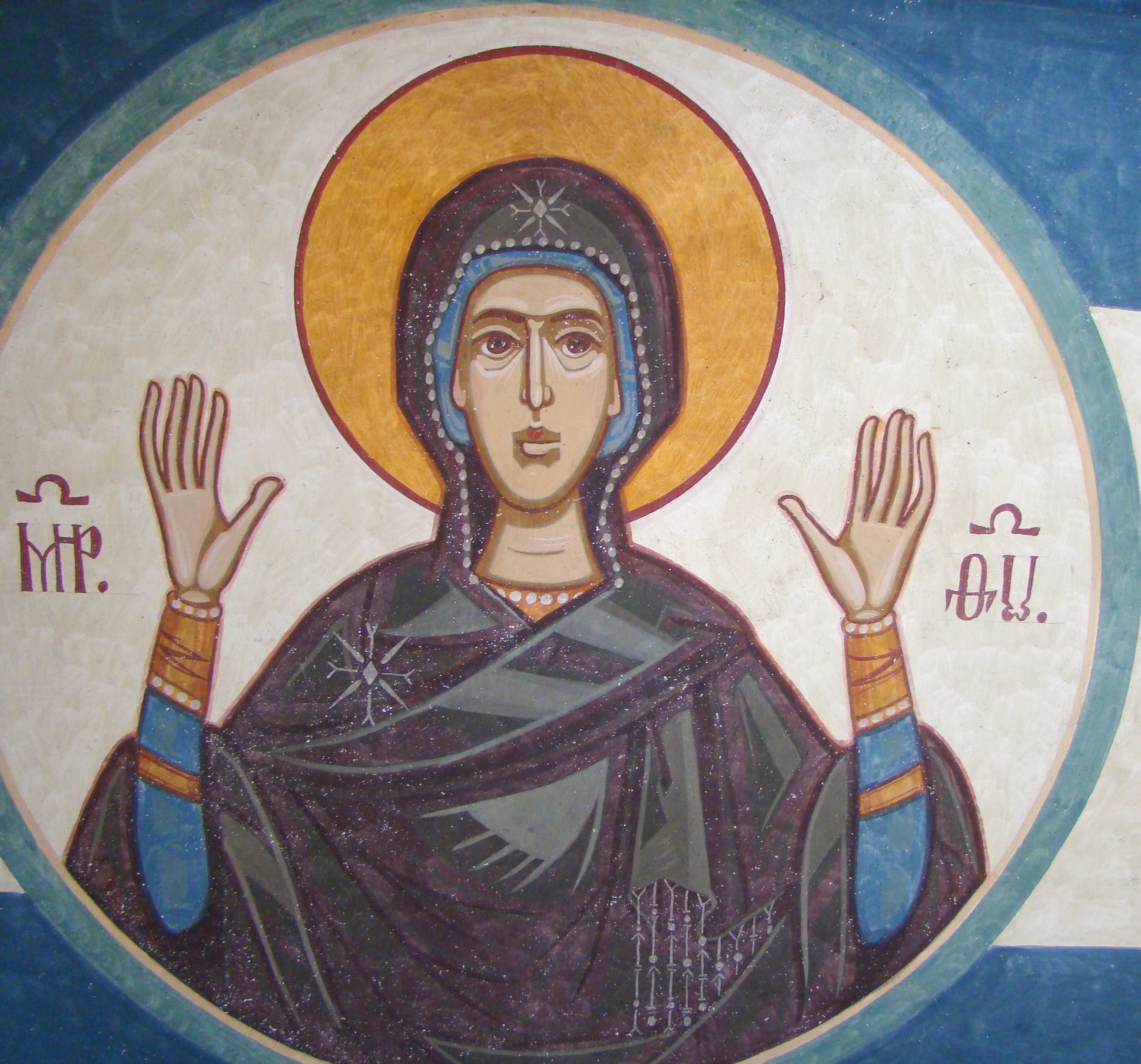
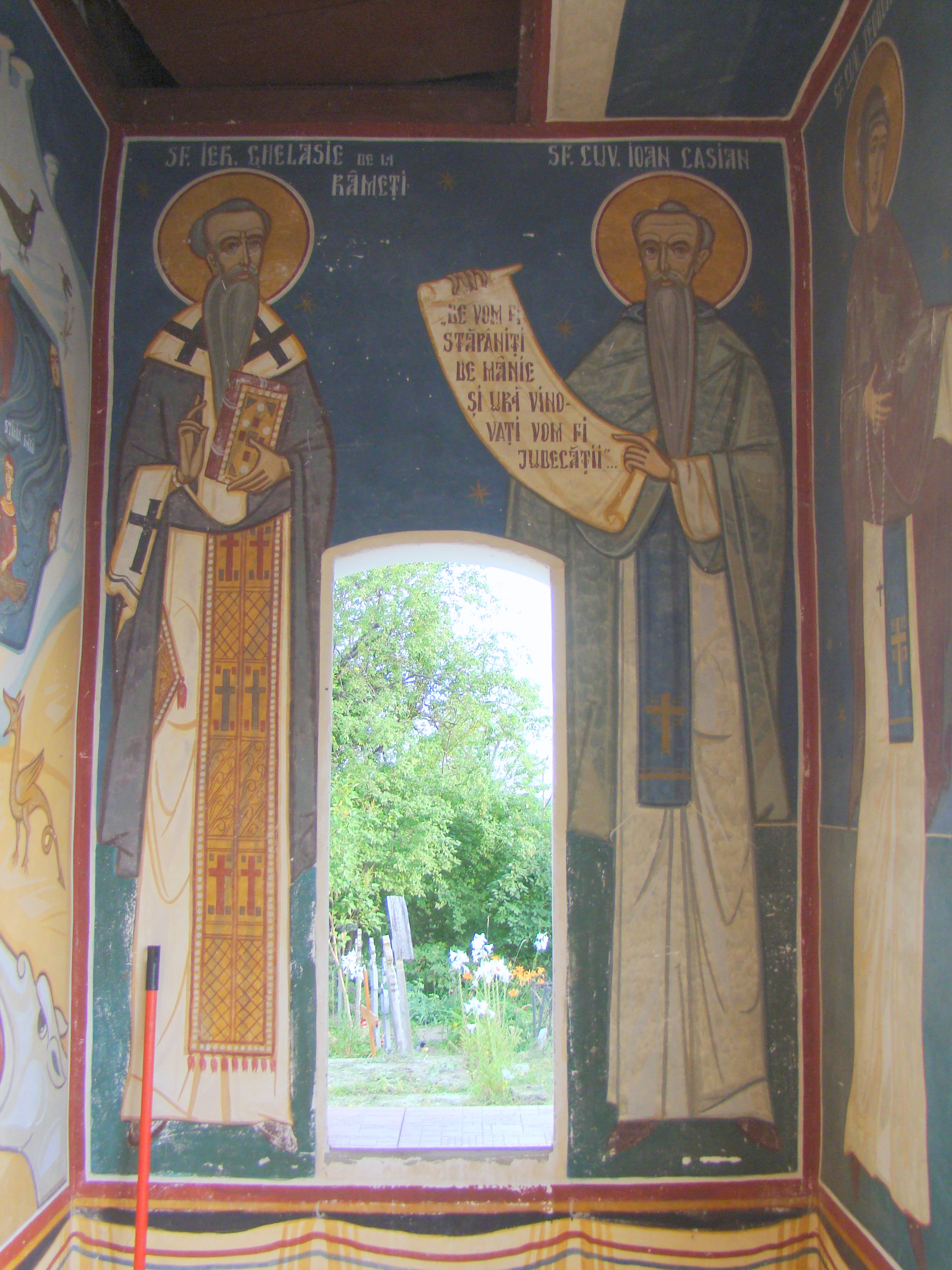
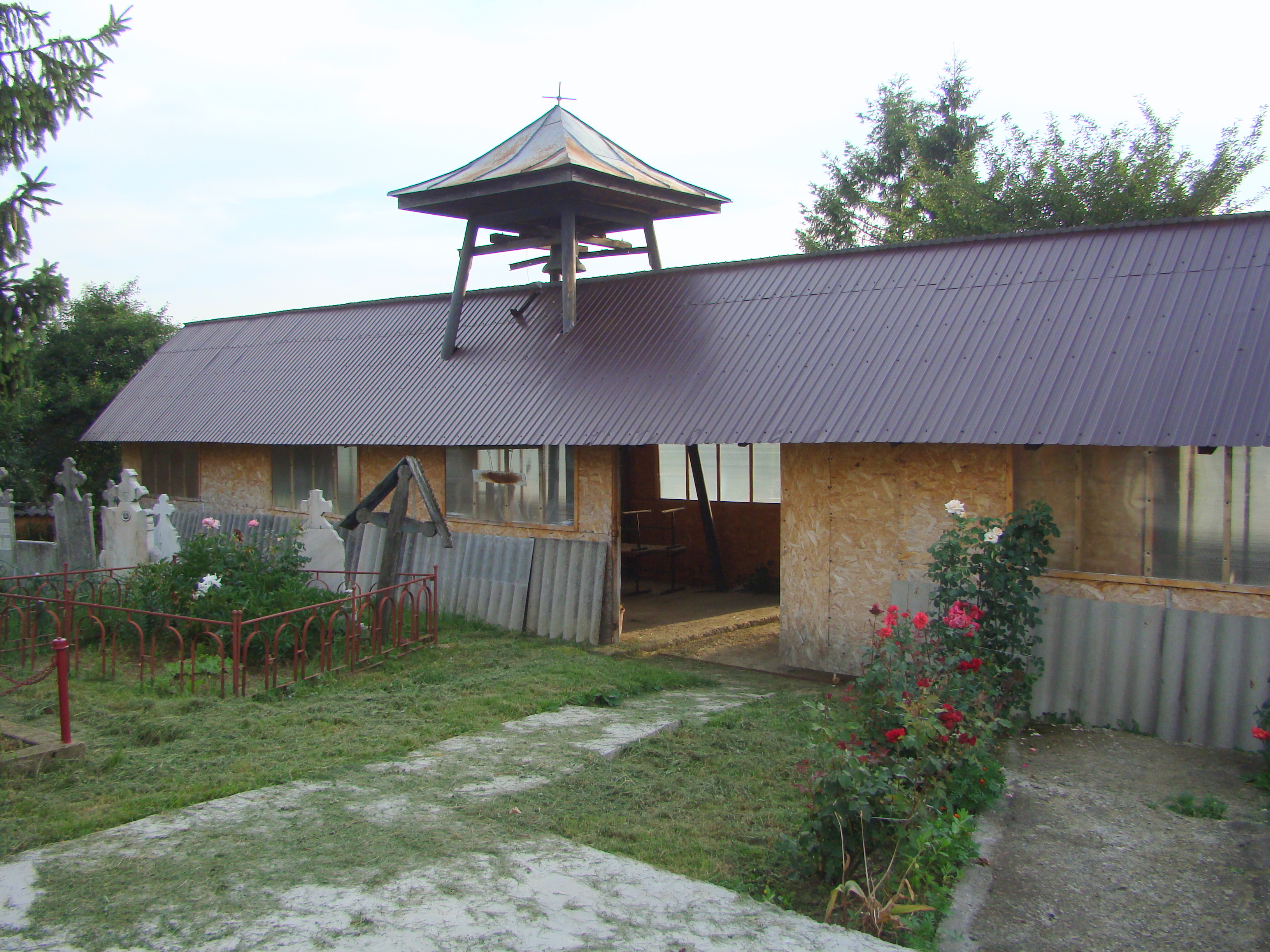
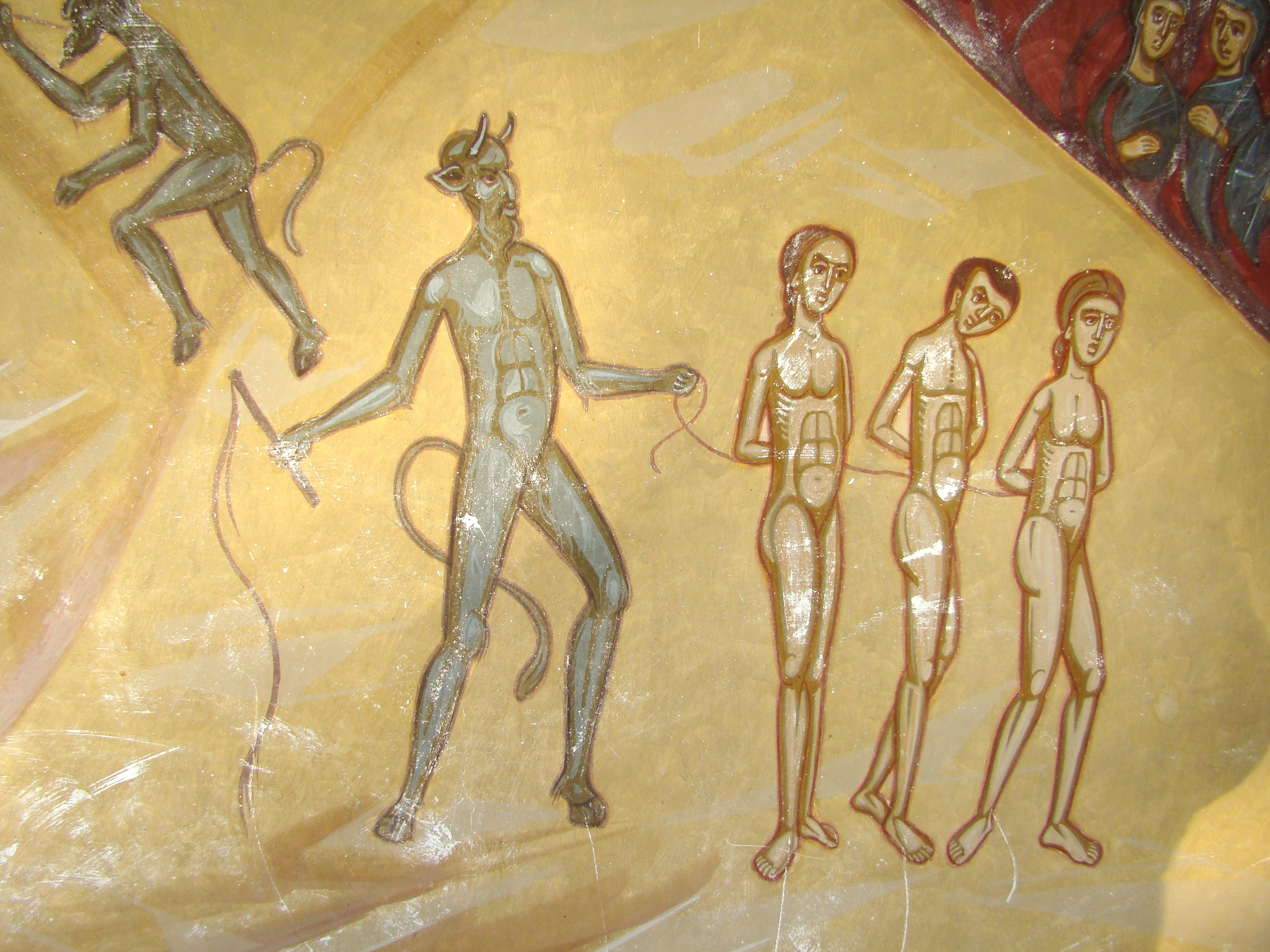
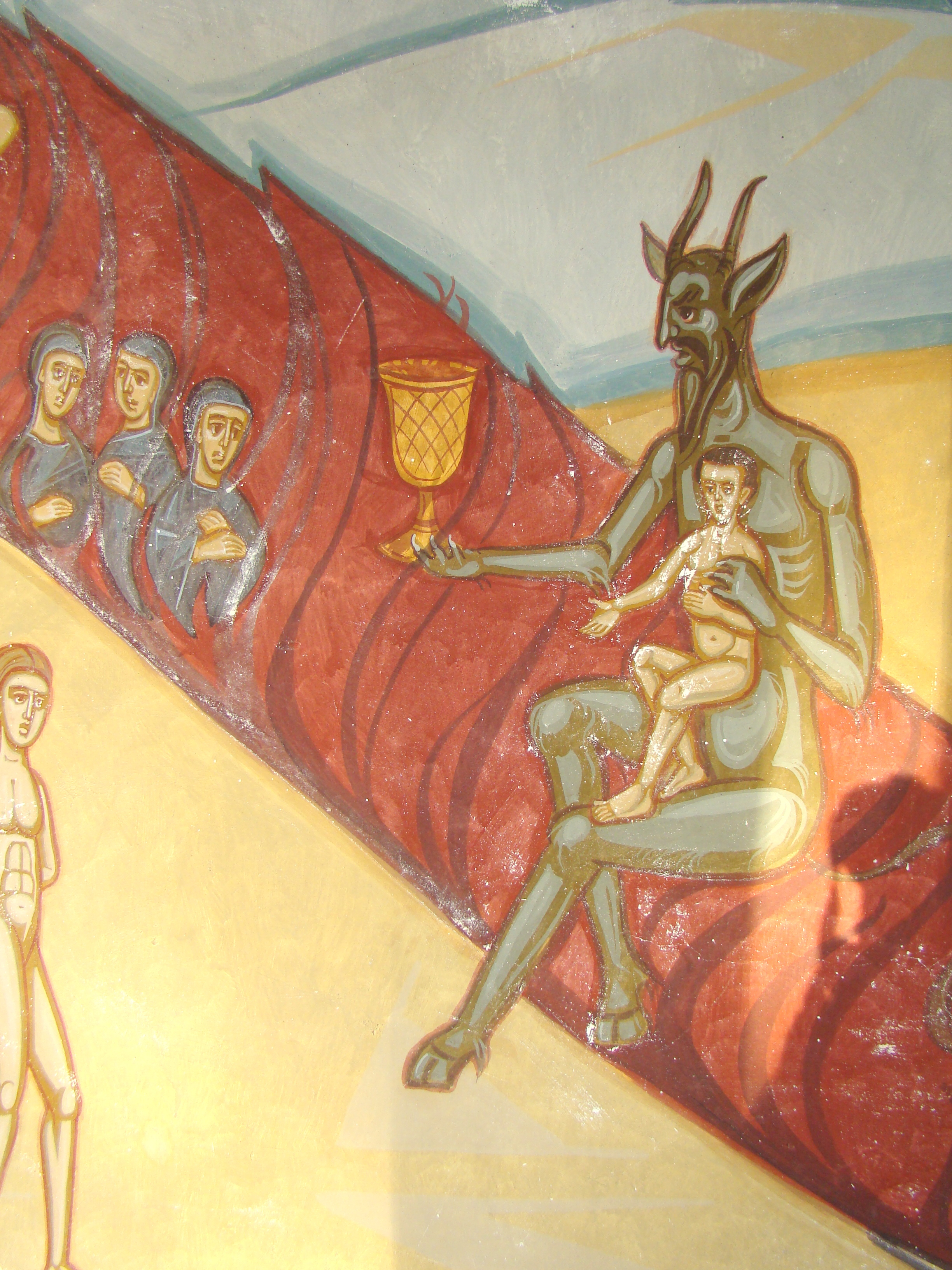